# توماس ونايت
توماس ونايت (بالإنجليزية: Thomas Knight)‏ هو سياسي أسترالي، ولد في 28 أبريل 1935 في ألباني في أستراليا. حزبياً، نشط في حزب أستراليا الليبرالي (شعبة أستراليا الغربية).